# IC 748
IC 748 ist eine Spiralgalaxie vom Hubble-Typ Sab(r)? im Sternbild Jungfrau an der Ekliptik. Sie ist schätzungsweise 426 Millionen Lichtjahre von der Milchstraße entfernt und hat einen Durchmesser von etwa 75.000 Lichtjahren.
Im selben Himmelsareal befinden sich u. a. die Galaxien NGC 3976 und NGC 4029.
Das Objekt wurde am 19. April 1893 vom französischen Astronomen Stéphane Javelle entdeckt.